# Marzy
Marzy ist eine französische Gemeinde mit 3650 Einwohnern (Stand: 1. Januar 2022) im Département Nièvre in der Region Bourgogne-Franche-Comté. Sie gehört zum Arrondissement Nevers und zum Kanton Fourchambault. Die Einwohner werden Marzois genannt.

## Geografie
Marzy liegt unmittelbar westlich von Nevers an einem Bogen der Loire, in die auf der gegenüberliegenden Seite der Fluss Allier mündet. Umgeben wird Marzy von den Nachbargemeinden Fourchambault im Norden, Varennes-Vauzelles im Nordosten, Nevers im Osten, Challuy im Südosten, Gimouille im Süden, Cuffy im Westen und Südwesten sowie Cours-les-Barres im Nordwesten. 
Der Flughafen Nevers-Fourchamboult (IATA-Code: NVS) liegt zum größten Teil auf dem Gemeindegebiet.

## Geschichte
Der Ort ist römischen Ursprungs; er liegt an der Römerstraße von Lutetia (Paris) nach Decetia (Decize). Bereits 887 wurde in der Gallia christiana die Ecclesia de Marsiaco (dt.: Kirche von Marsiacum) erwähnt. Um 1180 wurde der Ort Marzeium benannt.

### Bevölkerungsentwicklung
| Jahr                       | 1962 | 1968 | 1975 | 1982 | 1990 | 1999 | 2006 | 2011 | 2019 |
| Einwohner                  | 1401 | 1381 | 2199 | 2621 | 3032 | 3051 | 3394 | 3621 | 3701 |
| Quellen: Cassini und INSEE |      |      |      |      |      |      |      |      |      |

## Sehenswürdigkeiten
- Kirche Saint-André aus dem 12. Jahrhundert, mit Kapelle aus dem 16. Jahrhundert
- Schloss Monceau
- Waschhaus
- Museum Gautron du Coudray
- Der Bec d’Allier

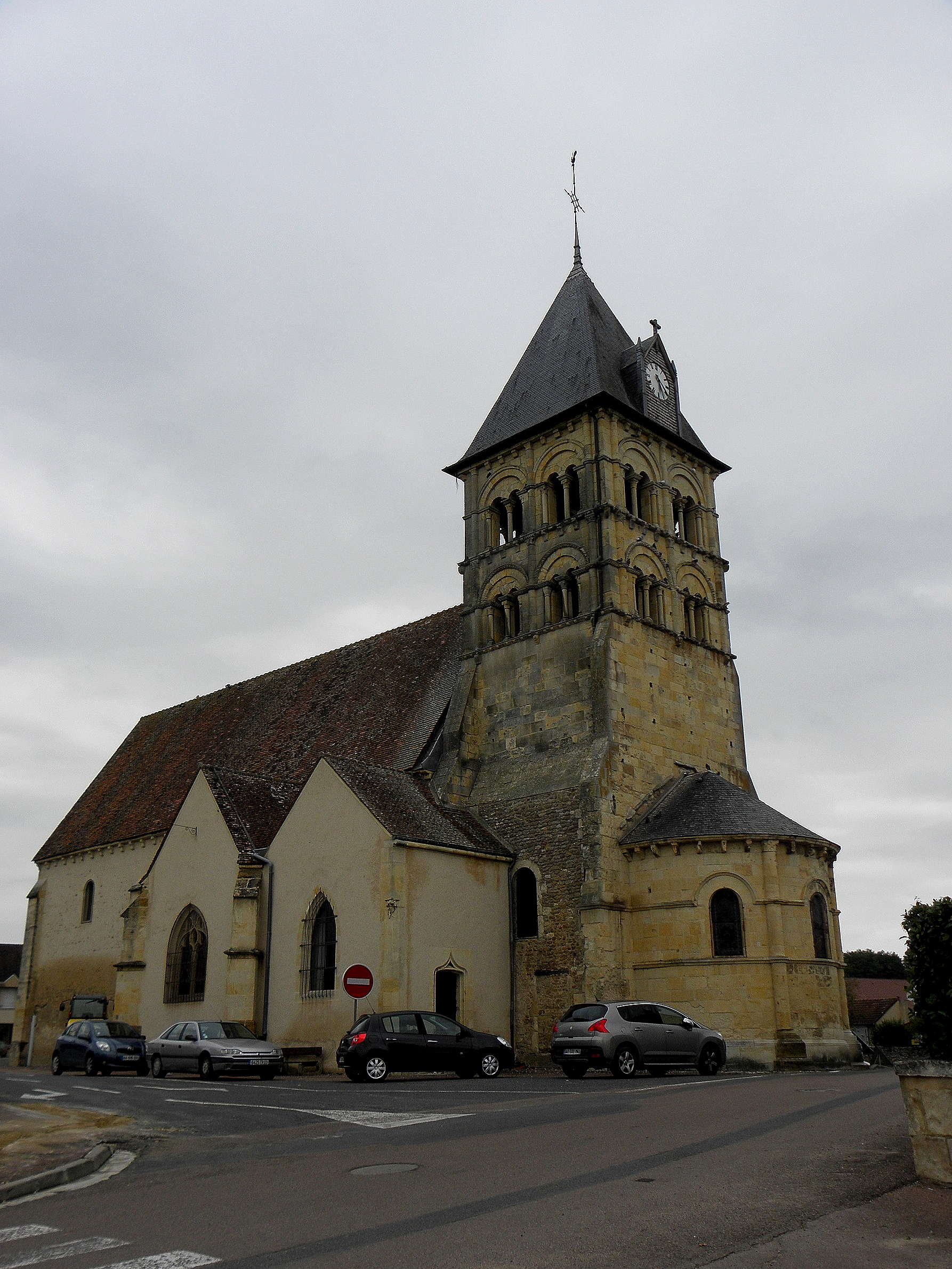
Kirche Saint-André
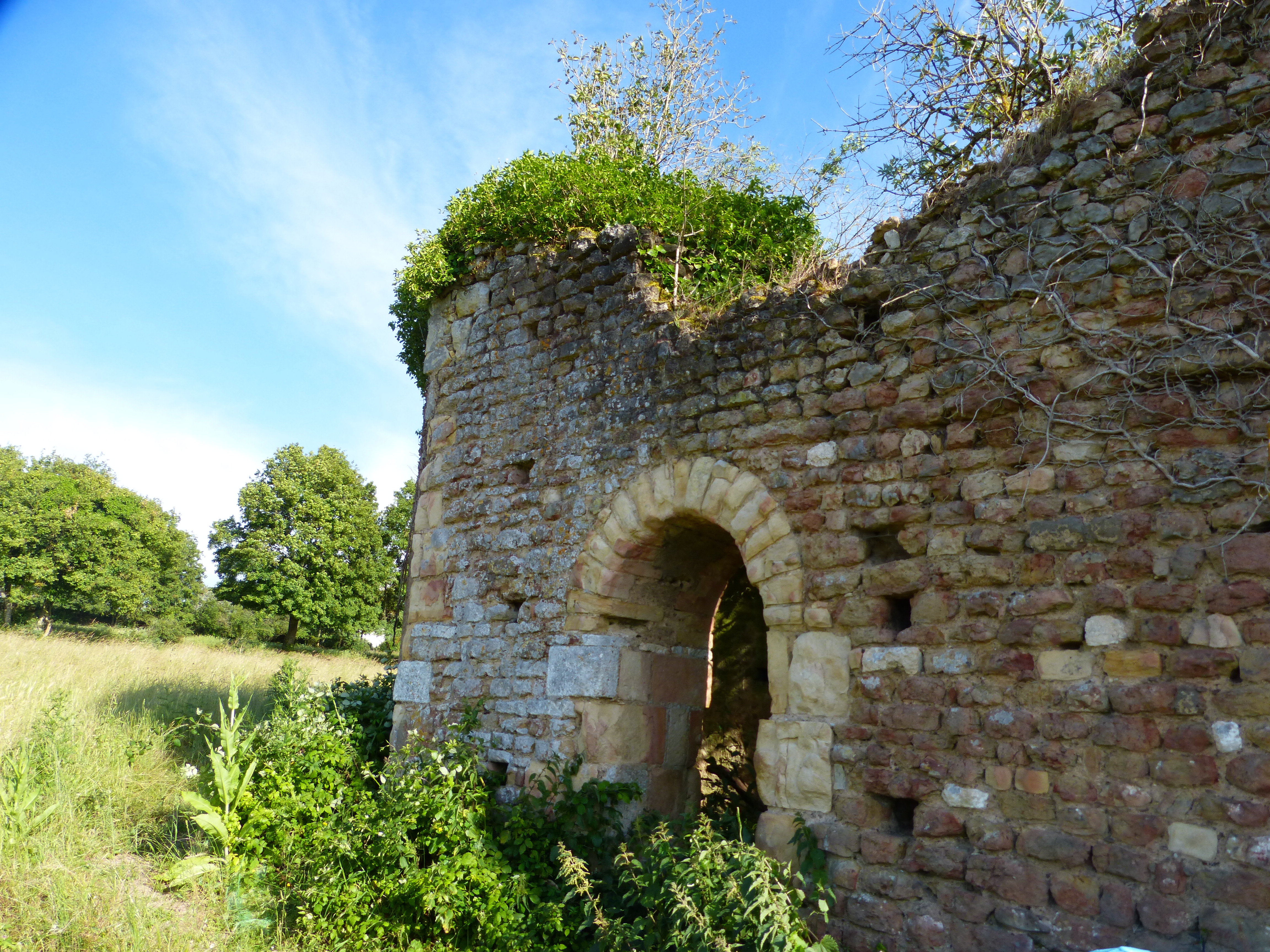
Reste der Kapelle Saint-Martin

## Gemeindepartnerschaft
Mit der deutschen Gemeinde Dieblich in Rheinland-Pfalz unterhält Marzy eine Partnerschaft.